# Црни бибер
Црни бибер (Piper nigrum) вишегодишња је скривеносеменица из породице . Пореклом је из тропских делова Индије и југоисточне Азије, а данас се комерцијално узгаја у многим тропским областима. Плодови црног бибера представљају једну од најважнијих зачинских биљака са широком применом у кухињама широм света. Самим тим ова врста се сматра једном од најкомерцијалнијих тропских култура.
Листови су срцолики, а плод бобичаст, пријатног мириса и више или мање љутог укуса. Свежа и зрела бобица има пречник од око 5 мм, тамноцрвене је боје и садржи једно семе. У гастрономији, црни бибер се добија од куваних и осушених зелених плодова, зелени од осушених незрелих плодова, а бели настаје сушењем потпуно зрелих плодова са којих је претходно уклоњена семењача. Највећи светски произвођач ове зачинске биљке је Вијетнам (подаци за 2013) са уделом од 34 % у укупној светској производњи.
Осушени млевени црни бибер користи се још од античких времена, како у кулинарству, тако и у традиционалној медицини. Црним бибером се кроз историју највише трговало на светском тржишту зачина, њиме су се плаћали порези, а због њега се често и ратовало. Мирис и укус добија од једињења пиперина који се налази у плодовима.
Научно име целог рода бибера (Piper) има корен у тамилској речи pippali којом се означава врста Piper longum. Та реч је из тамилског пренесена у грчки као πέπερι, а одатле у латински као piper. Име бибер у српски језик долази у почетку преко грчког, и то у форми папар и пепер, док је садашњи назив „бибер” турцизам (тур. karabiber).

## Опис таксона
Црни бибер је вишегодишња дрвенаста лијана из породице . Пореклом је из тропских подручја јужне и Југоисточне Азије. Може да нарасте до 4 метра у висину (дужину) ослањајући се на одговарајућу чврсту подлогу (друго стабло или стуб). Листови су срцолики, дужине између 5 и 10 cm, и ширине од 3 до 6 cm. Цветови су јако ситни и формирани су у виду класасте цвасти на заједничкој основи дужине од 4 до 8 cm. Како плод дозрева тако се дужина плодне гранчице повећава и до 15 cm. Плод је коштуница која се осушена користи као зачин „бибер”.
Црни бибер најбоље успева на земљиштима са оптималним условима за раст и развој. „Воли” влажна, али добро дренирана и храњивим материјама богата земљишта. Слабо успева на надморским висинама изнад 900 m. Биљке се у условима планташке производње размножавају резницама (култивари) дужине 40 до 50 cm. Свака биљка се засади у подножју одговарајуће подлоге на растојању од два метра од друге јединке. Расте у засенченим подручјима са добром циркулацијом ваздуха. Корен се прекрива слојем ђубрива и малча, а свака биљка се орезује два пута годишње. Током сушне сезоне младе биљке захтевају обилно заливање сваки други дан у прве три године од садње. Са плодоношењем почиње четврте године након садње и рађа у наредних седам година.
На свакој појединачној лози обично се налази од 20 до 30 родних гранчица. Плодови се углавном беру пре него што потпуно сазру, а берба почиње чим појединачни плодови у основном делу сваке родне гранчице почињу да добијају црвенкасту боју. Што је плод зрелији то више губи своја ароматична својства, а уколико се не убере на време на послетку отпада са гране. Код бербе беру се целе родне гранчице које се потом суше на сунцу (гранчице се на крају уклањају и раздвајају од плодова).
- Piper nigrum, принт листа књиге из 1832.
- Лоза црног бибера из државе Тамил Наду (Индија)
- Родна гранчица на примерку из Керале (Индија)

## Хемијски састав
Плодови врсте Piper nigrum имају широку употребу широм света од најранијег времена. Црни бибер је једна од најупотребљаванијих зачинских биљака која се у кухињама широм света користи још од античког времена. Поред гастрономске црни бибер је имао и велику употребу у медицинске сврхе у народној медицини.
Главни састојак бибера је је алкалоид пиперин (хемијске формуле C17H19NO3), једињење које има могућност повећане апсорпције селенијума, витамина Б12, бета каротена и куркумина. Бибер садржи фитохемијске спојеве попут амида, пиперидина, пиролидина и сафрола (у траговима) за које је утврђено да имају канцерогена својства (у експериментима на лабораторијским мишевима).
У једној кашици млевеног црног бибера (тежине 6 грама) налазе се значајне количине витамина К (13 % препоручене дневне дозе), гвожђа (10 % ДД) и мангана (18 % ДД), са траговима других есенцијалних нутритијената, протеина и дијеталних влакана.
Пиперин који се налази у плодовима и у самој биљци је најзаслужнији за њен интензиван и оштар укус. Црни зачински бибер садржи између 4,6 и 9,7 % пиперина у односу на укупну масу, док су концентрације тог алкалоида у белом биберу нешто више. У осушеној љуски плода која остаје на црном зачинском биберу налазе се и знатније количине различитих терпена (пинен, сабинен, лимонен, кариофилен и линалоол) који му дају специфичне укусе. Већина ових једињења се не налази у белом биберу пошто се он гули пре сушења, али се у њему налазе нека друга једињења настала услед дуготрајније ферментације и сушења.
Млевени бибер услед испаравања брзо губи арому и укус и стога се треба држати у херметички затвореним кутијама и на тамним местима.

## Варијанте зачинског бибера
У зависности од времена бербе и дужине зрења постоји неколико варијант зачинског бибера. Најраширенији су црни, бели и зелени бибер. Плодови се категоришу у зависности од географског порекла. Најцењеније врсте из Индије су оне са Малабарске обале (југозапад Индије) и одатле долазе типови Малабар и Теличери. Сорта Саравак је са малежанског дела острва Борнео, а најпознатије индонежанске сорте су Мунток (бели) и Лампунг (црни бибер). Заштићено географско порекло од 2008. има и Кампот који се узгаја у Камбоџи.

### Црни бибер
Црни зачински бибер добија од незрелих и неољуштених плодова (коштуница). Плодови се кратко кувају у врелој води и на тај начин се чисте и штите од кварења. Потом се суше наредних неколико дана, или на сунцу или у сушарама. Током сушења спољашња опна коштунице се исушује и поприма црну боју. Тако добијен зачин назива се црним бибером. У неким подручјима бобице се ручно раздвајају од петељки и потом се суше на сунцу без претходног кувања. Тако припремљен бибер даље се меље и из њега могу да се екстрахују есенцијална уља која се користе медицинске сврхе и у козметичким препаратима.

### Бели бибер
Бели зачински бибер добија се од потпуно зрелих плодова и у ствари представља само коштуњави део плода, док је спољни омотач потпуно одстрањен. Плодови се беру када су потпуно зрели и имају црвенкасту боју, а потом се киселе у води око недељу дана. Током ток времена љуска потпуно омекша и почиње да се раствара, и након вађења из воде потпуно се уклања. Семе се потом суши на сунцу. Уклањање љуске може да се врши и механичким путем.
Млевени бели бибер има велику примену у кинеској и тајландској кухињи, посебно код припреме јела светлије боје у којима црни бибер долази до изражаја визуелно. Бели бибер има нешто интензивнији укус у односу на црни.

### Зелени бибер
Зелени зачински бибер се попут црног добија прерадом незрелих плодова. Прерада плода се врши на тај начин да се задржава зелена боја, свежи плодови се третирају сумпор-диоксидом, конзервишу се или се суше на ниским температурама. Зелени зачински бибер је популаран у азијској кухињи.
Као зачин се користе и плодови сродних врста: Piper betle, Piper longum и Piper cubeba.

## Комерцијална производња
| Највећи светски произвођачи 2013. (у хиљадама тона) | Највећи светски произвођачи 2013. (у хиљадама тона) | Највећи светски произвођачи 2013. (у хиљадама тона) |
| Држава                                              | Продукција                                          |                                                     |
| --------------------------------------------------- | --------------------------------------------------- | --------------------------------------------------- |
| Вијетнам                                            | 163                                                 |                                                     |
| Индонезија                                          | 89                                                  |                                                     |
| Индија                                              | 53                                                  |                                                     |
| Бразил                                              | 42                                                  |                                                     |
| Кина                                                | 31                                                  |                                                     |
| Свет укупно                                         | 473                                                 |                                                     |

Према статистичким подацима Организације за храну и пољопривреду УН-а из [2013]. године највећи светски произвођач и извозник црног бибера био јеВијетнам са уделом од 34 % у укупној глобалној производњи. Остали значајнији произвођачи су Индонезија (19 %), Индија (11 %) и Бразил (9 %). Године 2013. комерцијално је произведено укупно 473.000 тона зачинског бибера.
Зачински бибер је једна од најтраженијих сировина на глобалном тржишту зачина, а трговина овим зачином чини око 20 % укупне трговине зачинима. Центар светске трговине бибером је Сингапур.

## Историја
Црни бибер који је пореклом из јужне и југоисточне Азије, као зачин у индијској кухињи почео је да се користи још пре 4 миленијума (у XX веку пре нове ере). За бибер су знали и древни Египћани, иако није тачно утврђено на који начин је овај зачин допреман у Египат. Зрна црног бибера пронађена су у носницама мумије фараона Рамзеса II (преминуо 1213. п. н. е.), али није јасно да ли је бибер кориштен као средство приликом мумифицирања, или је имао религијску ритуалну вредност.
Бибер као зачин користили су и у античкој Грчкој још у IV веку пре нове ере, а претпоставке су да је као редак и егзотичан зачин био доступан само најбогатијем слоју становништва. Након римског освајања Египта 30. године пре нове ере развија се интензивна трговина између Рима и индијске Малабарске обале (данас држава Керала), а многобројни егзотични зачини са истока постају лако доступни Европљанима широм Медитерана. Плиније Старији је у својој енциклопедији Naturalis Historia писао о ценама бибера у Риму 77. године: „Дуги бибер коштао је 15 денара, бели 7 денара и црни 4 денара”. Колики је био обим трговине бибером најбоље говори податак из исте књиге према ком је Рим сваке године од Индије куповао бибера у вредности од 50 милиона сребрних сестерција. У једној староримској књизи рецепата из 3. века (књига рецепата Apicius садржала је бројне рецепте из 1. века) бибер се као састојак налазио у већини рецепата.
Значај бибера као зачина растао је и током средњег века у Европи, а колико је био вредан најбоље сведочи податак да су се њиме чак плаћали и порези. Скупоћа бибера у то време најбоље се огледа у холандској речи „peperduur” („скуп као бибер”) којом су се означавале искључиво скупе и луксузне ствари (вероватно отуда и српска кованица „папрено скуп”). Визиготски краљ Аларих I је од Римљана тражио 3.000 фунти бибера у замену за одустајање од опсаде Рима у 5. веку. Након пада Римског царства трговину бибер преузимају прво Персијанци, а потом и Арапи, док главни монополисти тржиштем зачина у Медитерану постају Млетачка република и Ђенова. Бибер се због своје вредности у то време често називао „црним златом”.
- Илустрација која приказује бербу бибера за европске трговце у књизи „Чудеса Истока” Марка Пола
- Стари млин за бибер